# Falcontinnenklooster

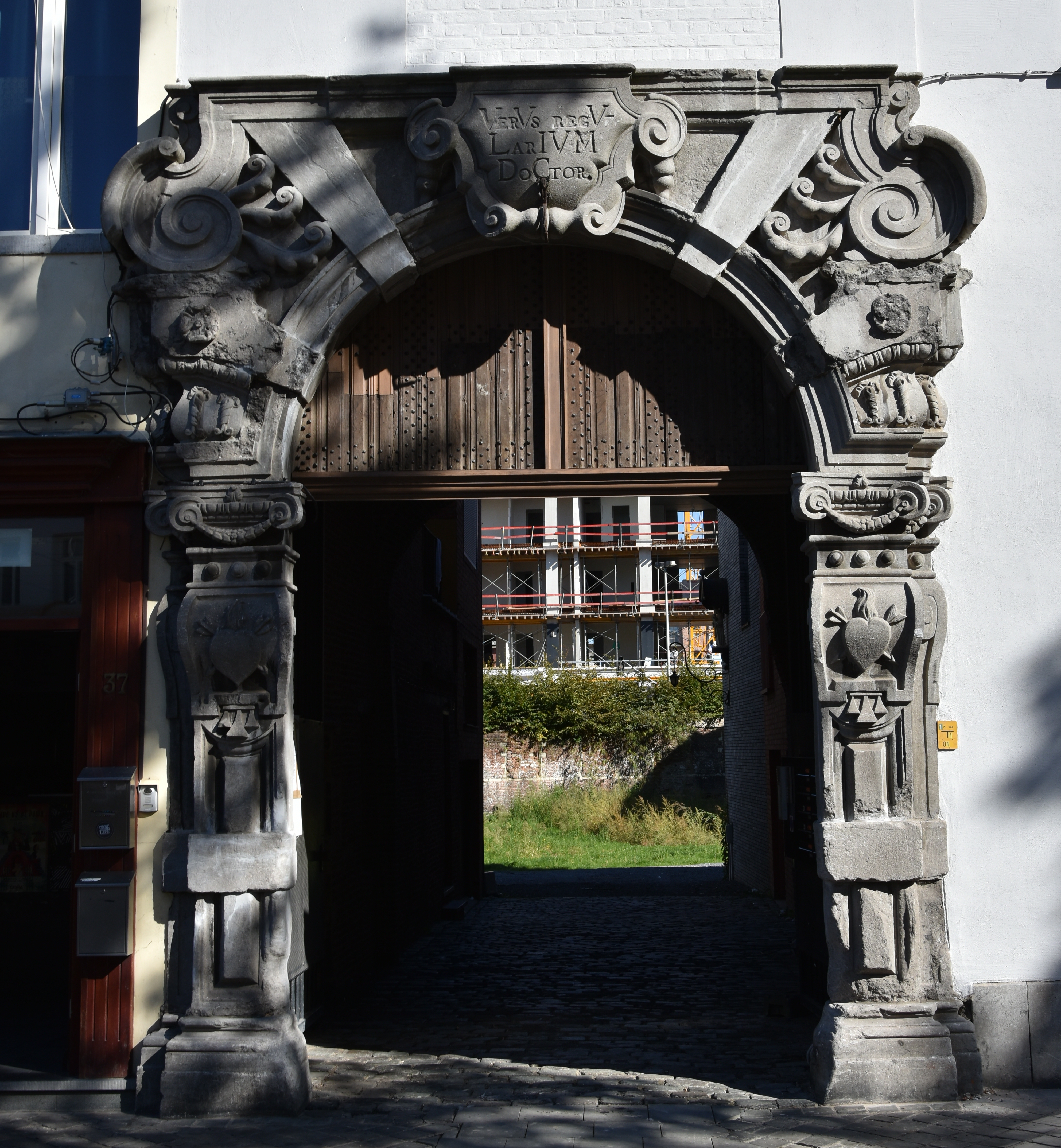
De barokpoort van het Falcontinnenklooster met de inscriptie Verus Regularium Doctor (de ware leraar der Regulieren)

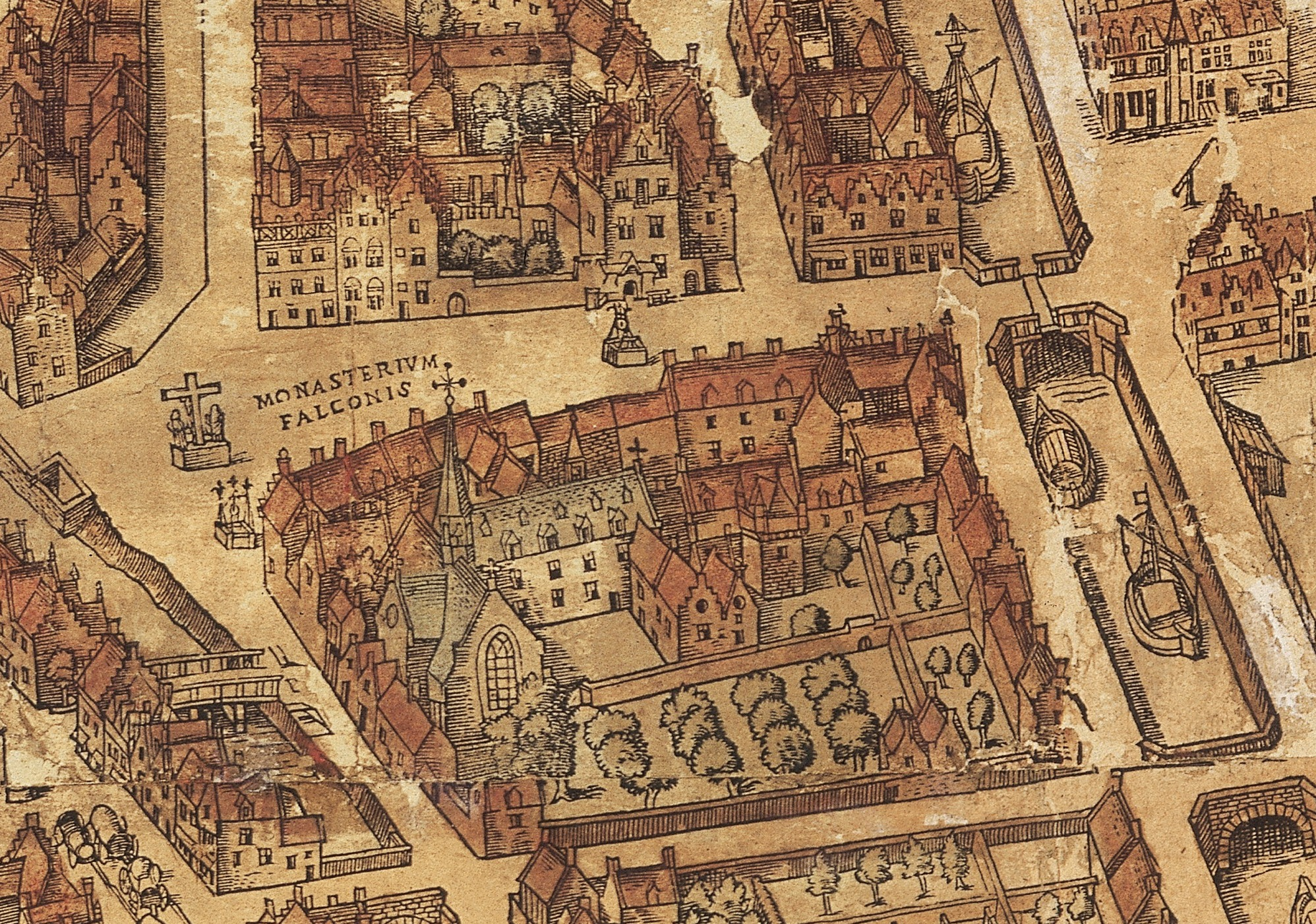
Het Falconklooster op de kaart Urbs Antverpia (1565)

Het Falcontinnenklooster of Falconklooster is een voormalig klooster van de zusters falcontinnen in Antwerpen, waarvan tegenwoordig slechts een monumentale toegangspoort resteert, de Falconpoort uit 1671. Het klooster zelf werd in 1810 afgebroken.

## Geschiedenis
De Falconpoort is gelegen aan het Falconplein. De naamgever van het plein en klooster is Falco de Lampage, die in de veertiende eeuw directeur van de Antwerpse Hertogelijke Munt was. Hij bezat op deze plek een omvangrijk domein dat de namen Falconshof en Falconsbroek droeg. Rond het jaar 1350 stichtte hij er een godshuis voor 'jonge dochters' en weduwen, die Falcontinnen werden genoemd en leefden volgens de regels van de Heilige Augustinus. Slechts enkele jaren later, in 1354, stierf Falco de Lampage echter. Hij liet de zusters achter met grote schulden, waardoor ze gedwongen werden te verhuizen naar een gehuurde locatie in de huizen van ene Willem Draeck in de binnenstad. Een grote erfenis die een van de zusters ontving stelde de falcontinnen rond 1420 in staat het Falconshof terug te kopen. In de periode daarna werd het kloosterdomein aanzienlijk uitgebreid, onder meer met een kerk, een gasthuis en een aantal woonhuizen. Het klooster werd in de vijftiende eeuw meerdere malen getroffen door de builenpest. Uit die tijd stamt ook een werk dat wat inzicht geeft op het toenmalig kloosterleven, "Visioen en Exempel" van de zuster Jacomijne Costers. 
In de 16e eeuw, tijdens de anti-Spaanse opstanden en de daarmee samenhangende godsdienstige onrust, raakten de falcontinnen voor het eerst een belangrijk deel van hun domein en bezittingen kwijt. Na afloop van het Beleg van Antwerpen en het herstel van het Spaanse katholieke gezag, werden hun bezittingen echter aan de zusters teruggegeven.
Ten tijde van de Oostenrijkse Nederlanden kwam er echter alsnog een einde aan het bestaan van het Falcontinnenklooster. Als onderdeel van een aantal omvangrijke hervormingen verbood keizer Jozef II in 1784 alle kloosterorden zonder duidelijk sociaal doel. Ook het klooster van de Falcontinnen werd definitief gesloten. Het Falconklooster werd ingericht als militair gasthuis, maar ging reeds op 8 januari 1793 in de vlammen op.
Het Franse revolutionaire bewind dat niet veel later de macht overnam, confisqueerde de goeddeels verwoeste gebouwen. Via een opkoper kwam het domein in 1810 handen van de stad Antwerpen. Napoleon Bonaparte gaf opdracht de kerk en de kloostergebouwen, of wat daarvan over was, te slopen en op die plaats een kazerne te bouwen.

## Archeologische opgravingen
In 2007 begon de afdeling archeologie van de stad Antwerpen met opgravingen aan het Falconplein. Daarbij werden muurresten en fundamenten van het oude klooster gevonden. Ook werd een overwelfde kelder ontdekt en een devotiebeeldje uit het einde van de 15e of het begin van de 16e eeuw. Ten slotte werden gebruiksmaterialen zoals keramiek en speldjes gevonden.